# Uszty-Ilimszk
Uszty-Ilimszk (oroszul: Усть-Илимск) város Kelet-Szibériában, Oroszország Irkutszki területén, az Uszty-ilimszki járás székhelye.		
Lakossága: 86 610 fő (a 2010. évi népszámláláskor).

## Elhelyezkedése
Az Irkutszki terület központi részén, Irkutszk területi székhelytől légvonalban 650 km-re, az Angara és a folyón létesített Uszty-ilimszki-víztározó két partján helyezkedik el. Területe 229 km². Az Angara-menti-felföld keleti részén, átlag 400–450 m tengerszint feletti magasságban épült. A Tajset–Uszty-Kut vasúti fővonalról Hrebtovaja állomásnál leágazó 214 km hosszú szárnyvonal végpontja. (A vonalat 1967–1970-ben létesítették.) A Bratszkba vezető aszfaltozott úttal kapcsolódik az országos úthálózathoz. 
Távolsága Irkutszktól vasúton 1459 km, országúton 883 km; Bratszktól országúton 260 km. 
Éghajlata szélsőségesen kontinentális. A levegő évi középhőmérséklete –3,9 °C. A januári középhőmérséklet –25,6 °C, a júliusi 17,5 °C. Éves átlagban a csapadék mennyisége 500 mm; a legtöbb csapadék (az éves mennyiség 60%-a) május és augusztus között hull. A fagymentes időszak átlagos időtartama  95–105 nap. Sok éves átlagban az első fagyos nap szeptember 6., az utolsó június 6. A hótakaró október végétől májusig megmarad, átlagos vastagsága 450 mm.

## Története
1965-ben az uszty-ilimszki vízerőmű építőinek településeként alapították. Nevét a kb. 30 km-re délebbre épült egykori Uszty-Ilim falutól „örökölte”, melynek helyét a víztározó feltöltésekor elárasztották. Bár a név az Ilim folyó torkolatára utal (az orosz usztyje jelentése 'torkolat'), a város az Ilim angarai torkolatától kb. 20 km-re északra (a folyón lejjebb) keletkezett.
A települést a bal parton kezdték építeni. Az elkészült gát mögötti víztározó feltöltése 1974-ben kezdődött. Ugyanabban az évben a jobb parton hozzáláttak a cellulóz- és papíripari kombinát, valamint a jobb parti városrész építéséhez. Előtte, 1973. december 27-én Uszty-Ilimszk városi rangot kapott. A vízerőműben az iparszerű villamosenergia termelés 1980-ban indult meg. A gáthoz hajózsilipet nem építettek.

## A mai város
A bal parti „régi város” a vízerőműtől lejjebb (folyásirányban), a jobb parti „új város” a vízerőműtől följebb épült. A két városrészt az Angarán híd köti össze. A gát tetején a két part között nincs közlekedés. A hivatalok, a kulturális intézmények többsége a jobb parti részen található, ahol a lakónegyedeket zömmel 5–9 emeletes házak alkotják. A bal parti, több különálló települést magában foglaló „régi város”-ban kertes faházakból és 4-5 emeletes épülettömbökből álló negyedek váltakoznak. A kombinát és a lakosság hőellátását egyaránt széntüzelésű hőerőmű biztosítja. Földgázvezeték nincs a városban.

### Közlekedés
Az „új város” erdőkkel övezett területen, az ipari zónától távolabb fekszik, keleti szélén villamosvonal vezet a kombináthoz. A város egyetlen villamosvonalát 1988 őszén helyezték üzembe; a lakónegyedekben és közöttük autóbuszjáratok, iránytaxik közlekednek. A vasútállomás a Zseleznodorozsnij nevű külvárosban van, néhány kilométerre a jobb parti városrésztől. 
Akárcsak a vasútvonal, a Bratszkból idáig kiépített egyetlen országút is zsákutca, a városból kifelé nincs folytatása. Bratszkba rendszeres autóbuszjárat közlekedik. A repülőtér a központtól 17 km-re északnyugatra terül el. A szovjet korszakban jelentős forgalmat bonyolított, majd csődbe jutott és 2001 óta nem működik.

## Gazdaság
Uszty-Ilimszk úgynevezett monováros, életét – a vízerőmű mellett – egyetlen hatalmas iparvállalat működése határozza meg. A cellulóz- és papíripari kombinát alapanyaga a tajgában kitermelt fa; fő terméke a cellulóz, aminek legnagyobb részét exportálják. Az eredeti tervekkel ellentétben nem épült fel a kombinát kartongyára, sem a fafeldolgozás hulladékát is hasznosító hidrolízisüzem, és nem fejezték be a bal parti „régi város”-t sem (2015-ig). 
A kombinát az „Ilim” csoporthoz (Gruppa Ilim) tartozik, mely az orosz cellulóz- és papíripar egyik vezető vállalatcsoportja. Gyárai és erdőterületei vannak Bratszkban és az Arhangelszki terület Korjazsma városában is (illetve körzetükben). Az uszty-ilimszki kombinátot a bratszki kombinát szintjére kívánták emelni és ezzel együtt a városban is felújításokat terveztek. A társaság azonban 2014 őszén bejelentette, hogy (az ukrajnai események következtében) az országgal szemben hozott gazdasági szankciók miatt a „Nagy Uszty-Ilimszk” fantázianevű terv megvalósítását elhalasztja.